# Wat Na Phra Men

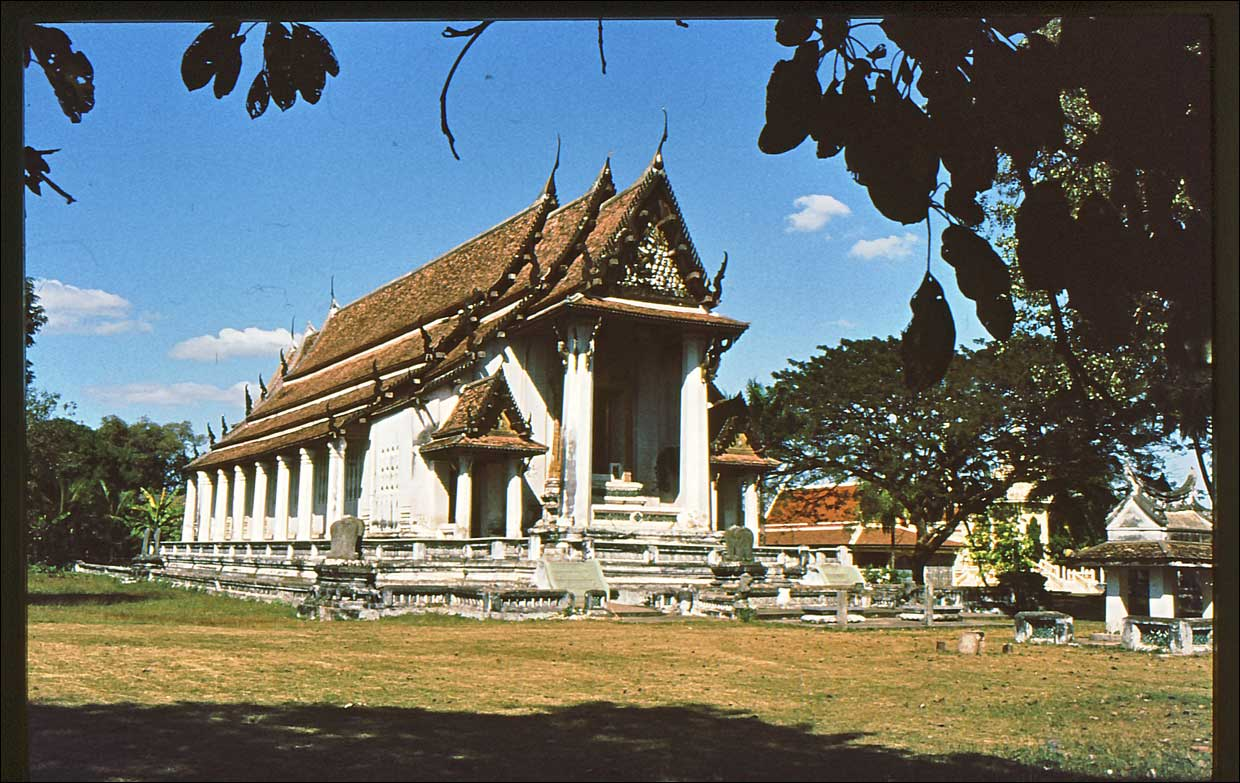
Ubosot des Wat Na Phra Men (1980)

Der Wat Na Phra Men (auch Wat Na Phra Meru, Phramane, Phra Main; thailändisch วัดหน้าพระเมรุราชิการาม, wörtl.: „Tempel gegenüber dem Kremationsplatz“) ist eine buddhistische Tempelanlage (Wat) in Ayutthaya, Zentralthailand.

## Lage
Wat Na Phra Men ist ein in den 1990er Jahren renovierter Tempel aus dem 13. Jahrhundert. Er liegt dem alten Königspalast gegenüber auf dem nördlichen Ufer des Flusses Lopburi. Ihm gegenüber, auf dem anderen Flussufer vor dem alten Königspalast, war ein großer Platz, auf dem die Feiern zu den königlichen Kremationen (Phra Meru) abgehalten wurden. Von dieser Tatsache hat der Tempel seinen Namen erhalten. Wat Na Phra Men ist nicht wie die meisten Tempel von Ayutthaya nach Osten ausgerichtet, sondern nach Süden zum Wasser hin.

## Baugeschichte
Die Tempelanlage wurde im 13. Jahrhundert gegründet. Der Ubosot stammt aus dem Jahr 1503 und wurde unter König Ramathibodi II. errichtet. Er ist etwa 50 Meter lang und 16 Meter breit. Er wurde in der ersten Hälfte des 17. Jahrhunderts von König Prasat Thong renoviert und im typischen Ayutthaya-Stil neu gestaltet. Der Giebel über dem Haupteingang ist aus Teakholz geschnitzt und zeigt den Hindu-Gott Vishnu auf seinem Reittier (Vahana) Garuda, der mit der Schlange Naga kämpft. Die Szene wird von 26 Engeln (siehe auch: Apsara) begleitet. In der Mitte unter den Nagas befindet sich der Kopf des Dämonen Rahu (siehe auch: Asura (Buddhismus)).
Die innen gelegenen achteckigen Säulen sind mit Kapitellen geschmückt, die Lotosknospen nachempfunden sind. Die Fenster bestehen aus sehr engen Schlitzen, die zwar Luft, aber kaum Licht durchlassen. Die Säulen sind rot und golden angestrichen, ebenso wie die Kassettendecke.

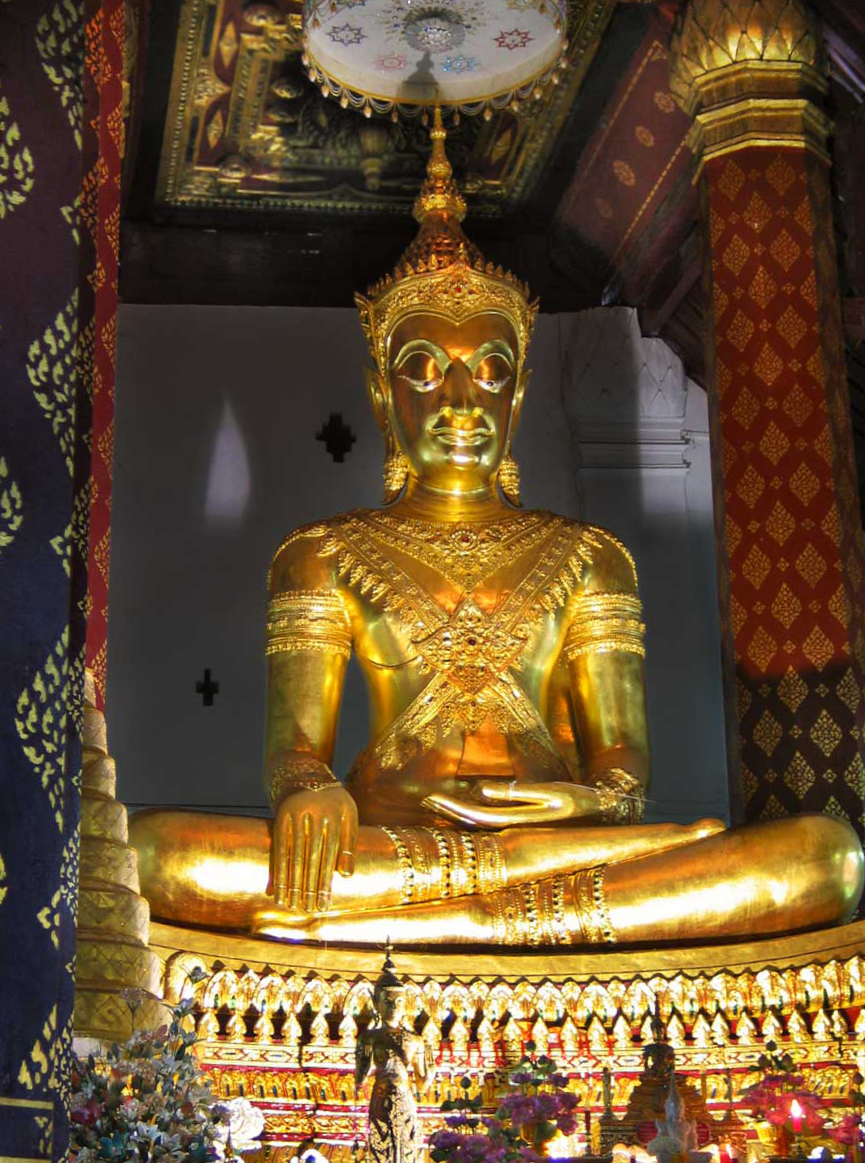
Phra Phuttha Nimit, Ubosot, Wat Na Phra Men

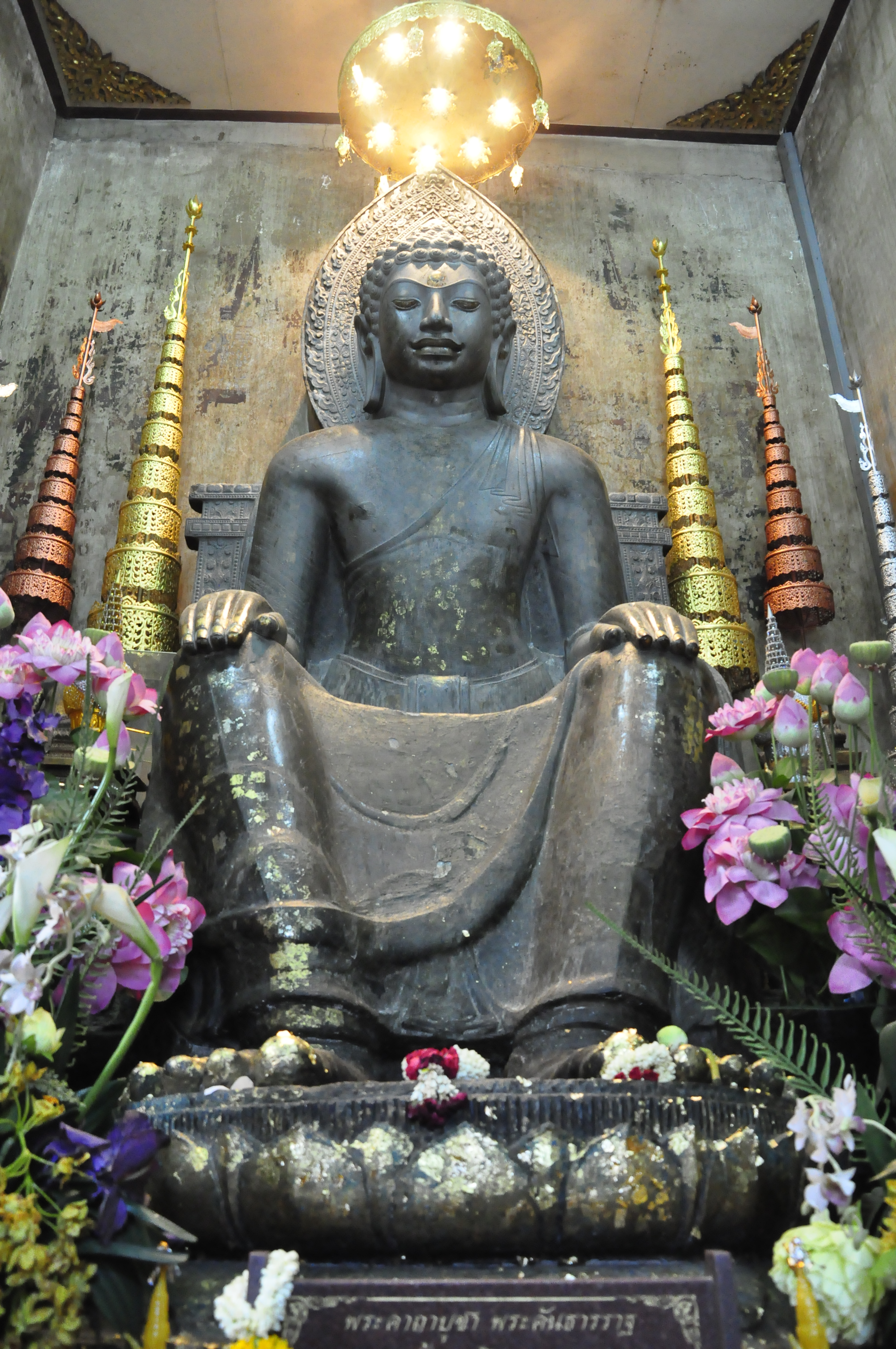
Phra Khan Thararat, Viharn Noi, Wat Na Phra Men

## Sehenswürdigkeiten
Die interessantesten Objekte des Tempels sind
- Phra Phuttha Nimit Wichitmara Moli Sri Sanphet Boromatrailokanat (Thai: พระพุทธนิมิตวิชิตมารโมลีศรีสรรเพชญบรมไตรโลกนาถ), die in ein königliches Ornat gewandete, etwa sechs Meter hohe Buddha-Statue im Ubosot, sie zeigt das für die späte Ayutthaya-Zeit typische ungnädige Gesicht
- Phra Khan Thavarat (Thai: พระคันธารราฐ), eine etwa 5,20 Meter hohe Statue aus dunkelgrünem Stein (Quarzit), die aus der Dvaravati-Periode stammt; sie zeigt einen in „europäischem Stil“ sitzenden Buddha, der mit den Füßen auf einem Lotos ruht. Diese Statue wurde mit weiteren vier ähnlichen Statuen im heute vollständig zerstörten Wat Phra Men[1] (Provinz Nakhon Pathom) von König Mongkut (Rama IV.) entdeckt. Zwei wurden in der seinerzeit von ihm restaurierten Phra Pathom Chedi untergebracht, eine weitere im Nationalmuseum Bangkok und eine im Chao Sam Phraya Nationalmuseum Ayutthaya. Für die letzte Statue wurde im Wat Na Phra Men der Viharn Noi (Thai: วิหารน้อย) neu errichtet, um die Statue dort aufzustellen.

## Geschichte

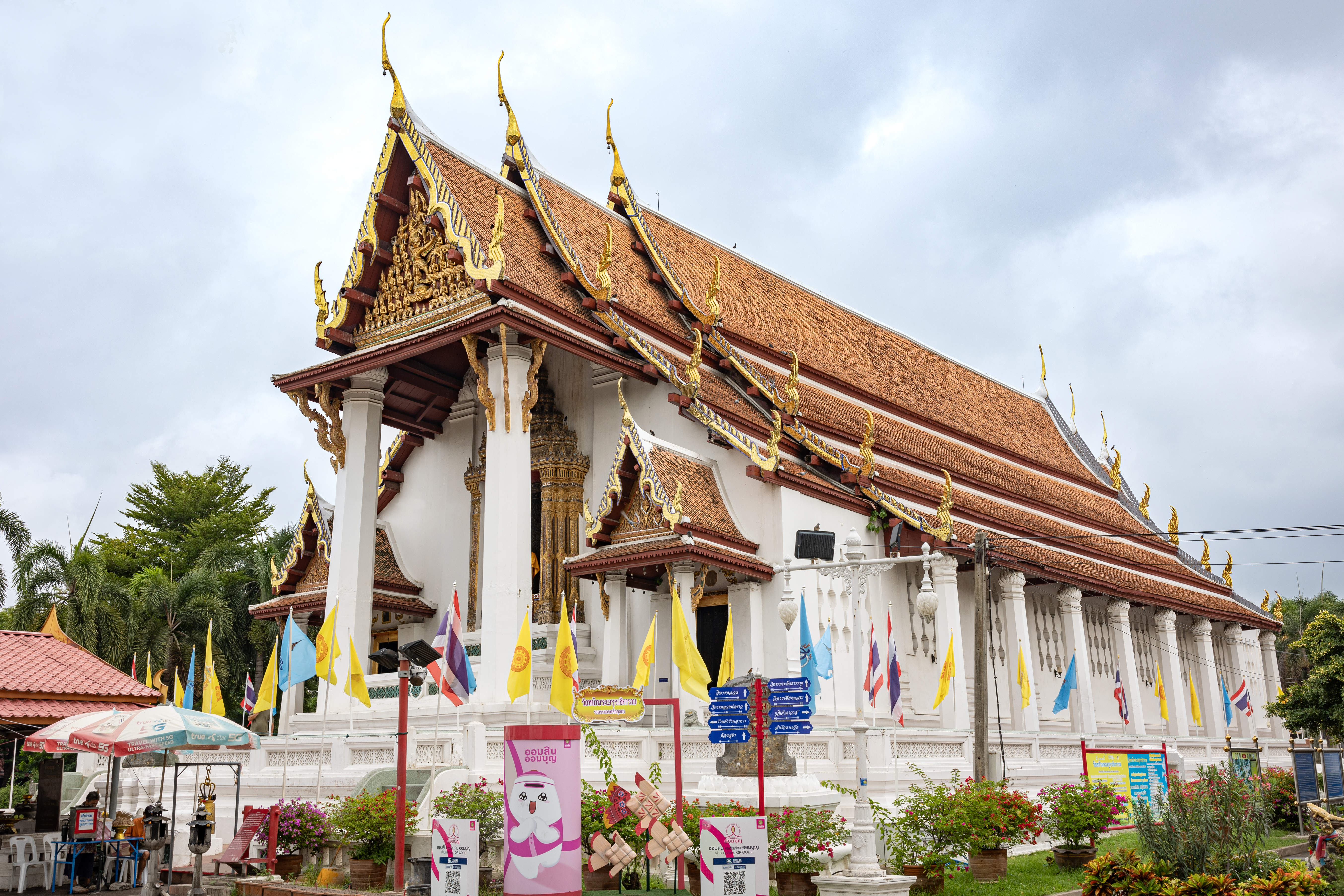
Wat Na Phra Men

Wat Na Phra Men spielte eine historisch interessante Rolle in den Auseinandersetzungen zwischen Birma und Siam im 18. Jahrhundert. Zunächst wurde hier Mitte des 18. Jahrhunderts ein Friedensvertrag zwischen Birma und Ayutthaya unterzeichnet. 1760 attackierten die Birmanen unter König Alaungpaya jedoch erneut und drangen gegen die Stadt Ayutthaya vor. Sie kamen bis in den Bezirk des Tempels und ließen hier Kanonen aufstellen, die den Königspalast am anderen Ufer bedrohten. Die Geschichte besagt, dass der birmanische König persönlich eine Kanone abfeuern wollte, als diese explodierte und ihn schwer verwundete. Nach birmanischem Codex wurde daraufhin die Belagerung und der ganze Angriff überhaupt abgebrochen. Der König starb auf dem Rücktransport in der Gegend von Tak. Auch beim nachfolgenden verheerenden Angriff gegen Ayutthaya verschonten die Birmanen den Tempel, diesmal aus Aberglauben, weil sie den Tod des früheren Königs fürchteten.